# 江德明
江德明（?—?），北宋宦官。
大中祥符元年（1008年）五月癸未，内侍江德明在白龙潭石上得到紫黄芝一本来献上。章献明肃皇后刘氏任用罗崇勋、江德明等访查外事，罗崇勋、江德明等人以此势倾中外。天禧四年（1020年）宦官周怀政被杀，同党朱能杀入内供奉官卢守明起兵造反，宋真宗派内殿承制江德明、入内供奉官于德润发兵捕拿，朱能入桑林自缢而死。宋真宗死后，刘太后听政，上御药供奉任守忠与都知江德明等交通请谒，权宠过盛。崇天历成，以天圣二年（1024年）甲子岁颁布施行。五月丁亥朔，日食不效，诏候验。天圣七年（1029年），命入内都知江德明集历官用浑仪较测。曹利用的侄子曹汭获罪牵连，罗崇勋、江德明谗言陷害曹利用，曹利用贬房州。明道二年（1033年）四月廿一丙辰，内侍江德明等因为交通请谒被宋仁宗罢黜。